# Aleksandra Szurmiak-Bogucka
Aleksandra Szurmiak-Bogucka (ur. 26 grudnia 1928 w Nowym Sączu, zm. 17 lipca 2020 w Krakowie) – polska etnomuzykolożka, znawczyni folkloru muzycznego polskich Karpat.

## Życiorys
Była córką historyka i pedagoga Bolesława Szurmiaka (1884–1975) oraz polonistki Anny z d. Juszczyk (1900–1960). Miała starsze siostry: Halinę Barbarę (1920–1945) oraz Marię (1924–2014).
Muzyką ludową zainteresowała się dzięki ojcu i stryjowi Mieczysławowi, nauczycielu i działaczu ludowym.
W latach 1946–1948 uczyła się w Liceum Humanistycznym Sióstr Niepokalanek w Nowym Sączu. Pobierała prywatne lekcje gry na fortepianie. W 1954 skończyła Państwową Średnią Szkołę Muzyczną w Krakowie w klasie fortepianu. Była absolwentką muzykologii na Uniwersytecie Jagiellońskim (1953). Uczęszczała na wykłady z etnografii na Wydziale Historyczno-Filozoficznym UJ. Jako studentka uczestniczyła w Akcji Zbierania Folkloru Muzycznego zorganizowanej przez Państwowy Instytut Sztuki, transkrybując pieśni z Podhala. Od 1953 należała do Krakowskiej Ekipy Regionalnej. Tam poznała przyszłego męża Kazimierza Boguckiego (1927–1970), choreografa, za którego wyszła w 1957. W czasie obozów studenckich zajmowała się badaniem folkloru muzycznego Kurpiów i Mazowsza. 
W latach 1954–1972 pracowała w Państwowym Instytucie Sztuki (od 1959 Instytut Sztuki PAN). W latach 1965–1991 była kierowniczką redakcji Dawnej Muzyki Polskiej i Folkloru w Polskim Wydawnictwie Muzycznym w Krakowie.
Specjalizowała się w tradycyjnej muzyce podhalańskiej. Poświęciła jej wiele książek i artykułów. Zebrała kilka tysięcy pieśni, melodii i wywiadów Lachów Sądeckich i Limanowskich, Górali Skalnego i Niżnego Podhala, Górali Żywieckich, Rytersko-Piwniczańskich, Gorczańskich, Pienińskich, Spisza, Orawy, Łemków, Krakowiaków – zwłaszcza Krakowiaków Wschodnich. Transkrybowała pieśni do zbiorów innych autorów.
W latach 1985–1992, 2011–2013 oraz 2014–2016 wykładała w Studium Folklorystycznym w Nowym Sączu. Prowadziła zajęcia w Katedrze Historii Muzyki (1963–1964) oraz w Katedrze Etnografii (1982–84) Uniwersytetu Jagiellońskiego oraz na kursach dla instruktorów zespołów działających na Podhalu. Ponadto prowadziła zajęcia dydaktyczne z dziedziny folkloru:  w Studium Folklorystycznym Wojewódzkiego Ośrodka Kultury w Nowym Sączu (1985-92), a od 1972 roku – corocznie na seminariach folklorystycznych podczas festiwalu „Limanowska Słaza” w Limanowej.
Należała do jury wielu festiwali i przeglądów folklorystycznych, np. od 1969 „Sabałowe Bajania” w Bukowinie Tatrzańskiej, w latach 1970–1990 Festiwalu Folkloru Górali Polskich w Żywcu, od 1971 Międzynarodowego Festiwalu Folkloru Ziem Górskich w Zakopanem, od 1972 Festiwalu Folkloru Ziem Nizinnych „Pawie Pióro” w Tarnowie, od 1977 Ogólnopolskiego Festiwalu Kapel, Instrumentalistów i Śpiewaków Ludowych w Kazimierzu Dolnym, od 1990 Międzynarodowych Spotkań Folklorystycznych w Wiśle i Żywcu. Od 1980 była członkinią jury przeglądów lokalnych, np. „Przednówek na Polanach” w Kościelisku, „Zima Spiska” w Niedzicy, „Poronińskie Lato” w Poroninie. Współpracowała i doradzała MCK „Sokół” w Nowym Sączu.
W 1955 wraz z mężem założyła w Nowym Targu Zespół Regionalny „Podhale”. Była konsultantką muzyczną zespołu regionalnego „Lachy”. Konsultowała też inne zespoły w regionie. Opracowała programy dla zespołów regionalnych.
Należała do Sekcji Muzykologów Związku Kompozytorów Polskich, Towarzystwa Przyjaciół Kultury Ludowej w Krakowie, Towarzystwa Przyjaciół Orawy oraz Polskiego Towarzystwa Etnochoreologicznego w Warszawie. Miała tytuł Honorowego Członka Związku Podhalan w Polsce.
W 1958 urodziła córkę Jadwigę Bogucką, etnografkę, dziennikarkę, redaktorkę i reżyserkę.
Pochowano ją na cmentarzu parafialnym w Łącku.

## Odznaczenia[9][1]
- Srebrna Odznaka „Za zasługi dla Ziemi Krakowskiej” (1970)
- Złota Tarcza Herbowa Miasta Nowego Sącza (1972)
- Odznaka „Zasłużony Działacz Kultury” (1972)
- Nagroda Wojewody Krakowskiego „Za osiągnięcia w dziedzinie kultury” (1974)
- Dyplom Honorowy Ministra Kultury i Sztuki „Za osiągnięcia w upowszechnianiu kultury” (1980)
- Odznaka „Za Zasługi dla Orawy” (1983)
- Złota Odznaka „Za Zasługi dla Miasta i Gminy Limanowa” (1984)
- Srebrny Krzyż Zasługi (1986)
- Złoty Krzyż Zasługi (1987)
- Nagroda I stopnia im. J. Cierniaka „Za wniesiony wkład w rozwój działalności kulturalnej na rzecz środowiska wiejskiego” (1987)
- Nagroda Miasta Krakowa „Za wybitne osiągnięcia w dziedzinie upowszechniania kultury oraz ochrony i popularyzacji folkloru krakowskiego” (1989)
- Medal 50-lecia CEPELIA (1999)
- Nagroda im. O. Kolberga „W uznaniu zasług dla kultury ludowej” (1996)
- Srebrny Medal „Zasłużony Kulturze Gloria Artis” (2008)
- Nagroda Województwa Małopolskiego im. R. Reinfussa (2012)

## Upamiętnienie
W 2021 na Festiwalu Folkloru Polskiego „Sabałowe Bajania” w Bukowinie Tatrzańskiej ustanowiono nagrodę specjalną jej imienia dla szczególnie zasłużonego instrumentalisty w kategorii dorosłych, który kultywuje tradycyjną muzykę regionu.